# Vacina pneumocócica polissacarídica
A vacina pneumocócica polissacarídica (PPSV) - chamada de Pneumovax 23 (PPV-23) - é a primeira vacina pneumocócica derivada de um polissacarídeo capsular e um marco importante na história da medicina. Os antígenos polissacarídeos foram utilizados para induzir anticorpos específicos para o tipo que aumentaram a opsonização, fagocitose e morte de bactérias Streptococcus pneumoniae (pneumocócica) por células imunes fagocíticas. A vacina polissacarídica pneumocócica é amplamente usada em adultos de alto risco.